# اختبار بورغر
يُستخدم اختبار بورغر (بالإنجليزية: Buerger's test)‏ في تقييم الاكتفاء الشرياني، حيث يقوم المريض أثناء استلقائه برفع قدمة بمقدار زاوية معينة تسمى الزاوية الوعائية (وتسمى أيضًا زاوية بورغر)، وفي حالة الأطراف ذات التروية الدموية العادية تظل أصابع القدم وردية اللون، حتى لو رُفعت القدم لزاوية مقدارها 90 درجة. أما في الساق التي تعاني من نقص التروية فإن رفع القدم بزاوية مقداها 15 -30 درجة لمدة 30-60 ثانية يؤدي إلى شحوب القدم (هذا الجزء من الاختبار يتحقق من شحوب الارتفاع). وتشير الزاوية الوعائية التي تقل عن 20 درجة إلى نقص التروية الشديد.
أثناء وضع الجلوس في الدورة الدموية العادية تعود القدم بسرعة إلى اللون الوردي، أما في حالة مرض الشريان المحيطي فإن القدم تعود إلى اللون الوردي ببطء أكثر من المعتاد.